# Thryonomys swinderianus
El ratón de las cañas grande, también conocido como cortacésped o aulácodo (Thryonomys swinderianus) es una especie de roedor histricomorfo de la familia Thryonomyidae. Se encuentra en África al sur del Sahara y vive en los ríos entre los carrizos. Hoy en día son criados en jaulas para la domesticación y es utilizada como carne para consumo humano.